# Corridor du Donegal
Le couloir du Donegal (en irlandais : Muinchinn Dúin na nGall) était une étroite bande d'espace aérien irlandais reliant le Lough Erne aux eaux internationales de l'océan Atlantique à travers lequel le gouvernement irlandais a autorisé le survol par des avions militaires britanniques pendant la Seconde Guerre mondiale. C'était une violation de la neutralité irlandaise, qui n'a pas été rendue publique à l'époque.